# Chasnay
Chasnay ist eine französische Gemeinde mit 128 Einwohnern (Stand: 1. Januar 2022) im Département Nièvre in der Region Bourgogne-Franche-Comté. Sie gehört zum Arrondissement Cosne-Cours-sur-Loire und zum Kanton La Charité-sur-Loire.

## Nachbargemeinden
Chasnay liegt etwa 28 Kilometer nordnordöstlich von Nevers. Das Gemeindegebiet wird vom Fluss Mazou durchquert.
Nachbargemeinden von Chasnay sind Nannay im Norden, Arbourse im Osten, La Celle-sur-Nièvre im Süden und Südosten, Murlin im Süden sowie Narcy im Westen.
Durch die Gemeinde führt die Route nationale 151.

## Bevölkerungsentwicklung
| Jahr                       | 1962 | 1968 | 1975 | 1982 | 1990 | 1999 | 2006 | 2011 | 2016 |
| Einwohner                  | 190  | 188  | 141  | 136  | 142  | 133  | 143  | 109  | 115  |
| Quellen: Cassini und INSEE |      |      |      |      |      |      |      |      |      |

## Sehenswürdigkeiten
- Kirche Saint-Germain aus dem 19. Jahrhundert
- Kapelle Sainte-Anne aus dem 16. Jahrhundert
- Schloss La Vernière

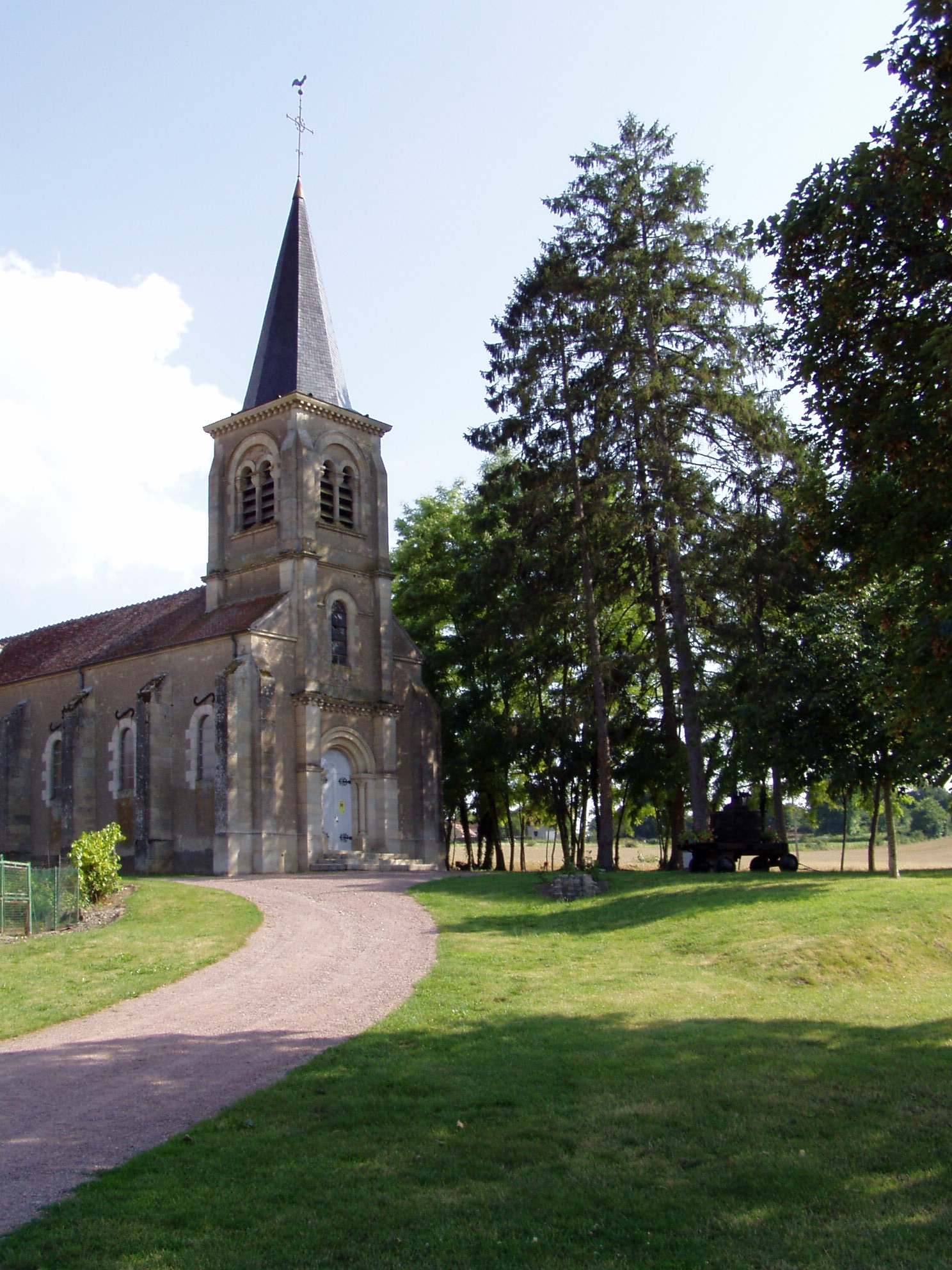
Kirche Saint-Germain
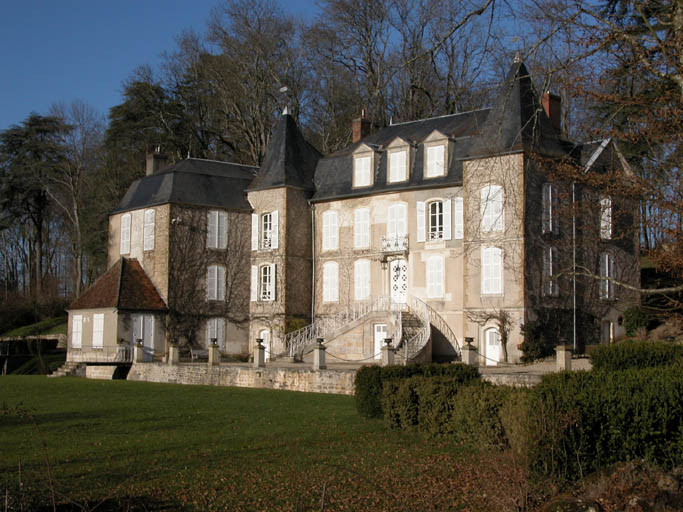
Schloss La Vernière